# Lüsberg
Lüsberg ist ein Ort von den insgesamt 106 Ortschaften der Gemeinde Reichshof im Oberbergischen Kreis im nordrhein-westfälischen Regierungsbezirk Köln in Deutschland.

## Lage und Beschreibung
Lüsberg liegt nordöstlich der Wiehltalsperre, die nächstgelegenen Zentren sind Gummersbach (24 km nordwestlich), Köln (61 km westlich) und Siegen (45 km südöstlich).

## Geschichte
1494 wurde der Ort das erste Mal urkundlich erwähnt: „Bald Hennen van dem Ludesberge, Kirchmeister in Eckenhagen, ist Zeuge in einer Verkaufsurkunde.“
Die Schreibweise der Erstnennung war Ludesberge.
| Bevölkerungsentwicklung | Bevölkerungsentwicklung |
| Jahr                    | Einwohner               |
| ----------------------- | ----------------------- |
| 1991                    | 55                      |
| 2005                    | 62                      |
| 2006                    | 63                      |
| 2008                    | 62                      |
| 2017                    | 47                      |
| 2018                    | 44                      |
| 2019                    | 53                      |